# ダービーシリーズ
ダービーシリーズは、日本の地方競馬における企画であり、2023年まで地方競馬の8主催者の「ダービー」にあたる競走を短期集中開催されていたものである。
2016年まではダービーWeek（ダービーウィーク）という名称だった。

## 概要
2006年に創設された企画で、この年はダービーウイーク運営企画協議会（ホッカイドウ競馬・岩手県競馬組合・特別区競馬組合・愛知県競馬組合・兵庫県競馬組合・佐賀県競馬組合・全国公営競馬主催者協議会・地方競馬全国協会（NAR））の主催、フサイチ・ドリーム・オペレーション・オッズパーク・日本酪農乳業協会（J-MILK）・社台スタリオンステーションの4社の協賛により実施された。
6月上旬（年によっては5月下旬も）に実施されるダービーシリーズの各競走は、7月に施行される中央地方交流競走のジャパンダートダービー（JpnI）に向けての競走としても位置づけられ、対象8競走（参加競走は後述）のうち東京ダービー（従前より2着までの馬に優先出走権が与えられる）を除く7競走は、ジャパンダートダービーの指定競走に指定されており、それぞれの競走で1着となった馬は同一地区内の他の馬に優先してジャパンダートダービー出走馬に選定される。各対象競走をジャパンダートダービーに繋がる競走とすることで、各地のダービーの価値をより高め夢のある競走に育てること、また競馬ファンにとっても当企画をダービーの続く特別な一週間とするとともに、全国のダービーを見てもらいやすくすることを目指すとしている。
なおこのダービーWeek創設により現行の地方競馬のイベントだったゴールデンドリームシリーズ・サマードリームシリーズ・ファイナルドリームシリーズは2005年を最後に廃止された。
2017年からは従来の6競走に加えて石川ダービー（石川県競馬事業局）・高知優駿（高知県競馬組合）の2レースが加わり、ダービーシリーズに名称が変更された。
施行日については変遷があるものの（後述）、該当競走施行日が連続していなかった2006年から2007年とは異なり、2008年は連続6日間の施行とされた。またダービーシリーズ（week）の開幕レースである「九州ダービー栄城賞」は、中央競馬の春の祭典とされている日本ダービーの開催日に合わせて行われている。
またファンファーレはダービーWeek専用の物が使用されており、2006年の初開催時よりボブ佐久間作曲によるファンファーレが利用されていた。2010年より大須賀達也・福見吉朗作曲によるファンファーレの利用を開始した。
なお、東海ダービーと石川ダービー、北海優駿ではゼッケンが当地の重賞競走で使用されるものと異なり、JRAの日本ダービーに倣い白地に黒文字の専用ゼッケンが使用されている。
2022年に日本中央競馬会（JRA）とNARが合同で、2024年からの「3歳ダート三冠」として、現行の南関東三冠（羽田盃・東京ダービー・ジャパンダートダービー）のうち、羽田盃と東京ダービーをJpnIに格付け、ジャパンダートダービーを「ジャパンダートクラシック」へと名称を変更することになり、東京ダービーはその3歳ダート三冠の第2戦として位置づけられることが発表された。これにより、ダービーシリーズは2023年度をもって終了することとなった。これに伴い各地で施行されている「ダービー」と銘打たれている競走（ダートグレードJpnI昇格の東京ダービー及び3歳ダート三冠には関連しないばんえいダービーを除く）は全て改称もしくは副名廃止の措置が取られることとなった（後述）。

## 対象競走
- 施行条件等は2023年のものによる。
- 順序は2023年の施行日による（施行日そのものは施行日節を参照）。
- コースはすべてダート。

| 競走名                   | 競馬場 | 格付け | 距離   | 1着賞金   | 備考 |
| ------------------------ | ------ | ------ | ------ | --------- | --- |
| 九州ダービー栄城賞       | 佐賀   | 重賞   | 2,000m | 2,000万円 | かつては九州・四国交流競走だった。 2017年まではS1に格付けされていた。 2024年度は栄城賞、2025年度より九州優駿栄城賞と改称。                                                                           |
| 東海ダービー             | 名古屋 | SPI    | 2,100m | 1,000万円 | かつては東海・北陸・中国交流競走だった。 2021年までは1,900m、2022年は2,000mで施行。 2004年までは名古屋優駿としてダートグレード競走で施行されていた。格付は（統一）GII。 2024年度より東海優駿と改称。 |
| 東京ダービー             | 大井   | SI     | 2,000m | 5,000万円 | 2024年度よりダートグレード競走（JpnI）に昇格。地方競馬で唯一「ダービー」という名が使われる。 |
| 東北優駿（岩手ダービー） | 水沢   | M1     | 2,000m | 1,000万円 | 2006年から2018年までは「岩手ダービーダイヤモンドカップ」が対象競走であった。 2020年は盛岡競馬場2,000mで施行。                                                                                        |
| 兵庫ダービー             | 園田   | 重賞I  | 1,870m | 2,000万円 | 2009年は姫路競馬場1,800mで施行。 2010年は姫路競馬場2,000mで施行。 2024年度より兵庫優駿と改称。 |
| 北海優駿（ダービー）     | 門別   | H1     | 2,000m | 1,000万円 | 地方競馬全国交流競走（2010年より）。 2006年のみ「札幌ダービー北斗盃」が対象競走であった（札幌競馬場1,700mで施行、同年の格付けはH1）。 2007年から2008年は旭川競馬場1,600mで施行。                     |
| 高知優駿                 | 高知   | 重賞   | 1,900m | 1,600万円 | 地方競馬全国交流競走。 |
| 石川ダービー             | 金沢   | 重賞   | 2,000m | 700万円   | 2004年まで実施された北日本ダービーを復活させる形で2017年より新設。 2024年度より石川優駿と改称。 |

### 施行日
ダービーWeek
| 対象年 | 九州    | 岩手    | 北海    | 東京   | 兵庫    | 東海    | 期間中施行のない日          |
| ------ | ------- | ------- | ------- | ------ | ------- | ------- | --------------------------- |
| 2006年 | 6月4日  | 6月11日 | 6月6日  | 6月7日 | 6月8日  | 6月9日  | 6月5日、10日                |
| 2007年 | 6月3日  | 6月10日 | 6月5日  | 6月6日 | 6月7日  | 6月8日  | 6月4日、9日                 |
| 2008年 | 6月1日  | 6月2日  | 6月3日  | 6月4日 | 6月5日  | 6月6日  | なし                        |
| 2009年 | 5月31日 | 6月1日  | 6月2日  | 6月3日 | 6月4日  | 6月5日  | なし                        |
| 2010年 | 5月30日 | 5月31日 | 6月1日  | 6月2日 | 6月3日  | 6月4日  | なし                        |
| 2011年 | 6月6日  | 6月13日 | 6月7日  | 6月8日 | 6月9日  | 6月10日 | 6月11日、12日               |
| 2012年 | 6月1日  | 6月4日  | 6月5日  | 6月6日 | 6月7日  | 6月8日  | 6月2日、3日                 |
| 2013年 | 5月31日 | 6月3日  | 6月4日  | 6月5日 | 6月6日  | 6月7日  | 6月1日、2日                 |
| 2014年 | 6月1日  | 6月2日  | 6月3日  | 6月4日 | 6月5日  | 6月6日  | なし                        |
| 2015年 | 5月31日 | 6月1日  | 6月2日  | 6月3日 | 6月4日  | 6月5日  | なし                        |
| 2016年 | 5月29日 | 6月6日  | 5月31日 | 6月8日 | 6月16日 | 6月7日  | 5月30日、6月1〜5日、9〜15日 |

ダービーシリーズ
| 対象年 | 九州    | 岩手    | 北海    | 東京   | 兵庫    | 東海    | 高知    | 石川    |
| ------ | ------- | ------- | ------- | ------ | ------- | ------- | ------- | ------- |
| 2017年 | 5月28日 | 6月11日 | 6月1日  | 6月7日 | 6月15日 | 6月6日  | 6月18日 | 6月20日 |
| 2018年 | 5月27日 | 6月10日 | 6月20日 | 6月6日 | 6月7日  | 6月5日  | 6月17日 | 5月29日 |
| 2019年 | 5月26日 | 6月9日  | 6月19日 | 6月5日 | 6月6日  | 6月11日 | 6月16日 | 6月4日  |
| 2020年 | 5月31日 | 6月7日  | 6月18日 | 6月3日 | 6月11日 | 6月9日  | 6月14日 | 6月2日  |
| 2021年 | 5月30日 | 6月13日 | 6月17日 | 6月9日 | 6月10日 | 6月15日 | 6月20日 | 5月25日 |
| 2022年 | 5月29日 | 6月14日 | 6月16日 | 6月8日 | 6月9日  | 6月7日  | 6月12日 | 6月21日 |
| 2023年 | 5月28日 | 6月11日 | 6月15日 | 6月7日 | 6月14日 | 5月31日 | 6月18日 | 6月27日 |

## スタリオン賞
2007年より（東京ダービーは2011年より）社団法人JBC協会の協力のもと、副賞として指定された種牡馬の翌年の種付け権利が優勝馬の馬主に与えられる。2007年は急場で決まったため統一性が図られなかったが、2008年は前もっての計画であったので全て日本ダービーの優勝馬の種付け権利となっている。
ダービーWeek
| 対象年 | 九州ダービー 栄城賞 | 岩手ダービー ダイヤモンドカップ | 北海優駿 （ダービー） | 東京ダービー       | 兵庫ダービー       | 東海ダービー       |
| ------ | ------------------- | ------------------------------- | --------------------- | ------------------ | ------------------ | ------------------ |
| 2007年 | マヤノトップガン    | アドマイヤドン                  | バブルガムフェロー    | —                  | ゴールドアリュール | フサイチコンコルド |
| 2008年 | タニノギムレット    | ジャングルポケット              | フサイチコンコルド    | —                  | スペシャルウィーク | ネオユニヴァース   |
| 2009年 | デュランダル        | キングヘイロー                  | グラスワンダー        | —                  | メイショウサムソン | タイキシャトル     |
| 2010年 | デュランダル        | キングヘイロー                  | ディープスカイ        | —                  | メイショウサムソン | タイキシャトル     |
| 2011年 | デュランダル        | マツリダゴッホ                  | ディープスカイ        | ハービンジャー     | メイショウサムソン | キングヘイロー     |
| 2012年 | デュランダル        | マツリダゴッホ                  | ディープスカイ        | ネオユニヴァース   | メイショウサムソン | キングヘイロー     |
| 2013年 | メイショウサムソン  | マツリダゴッホ                  | ディープスカイ        | ネオユニヴァース   | ディープブリランテ | ダノンシャンティ   |
| 2014年 | キンシャサノキセキ  | ディープスカイ                  | エイシンフラッシュ    | ネオユニヴァース   | ディープブリランテ | ダノンシャンティ   |
| 2015年 | キンシャサノキセキ  | ナカヤマフェスタ                | エイシンフラッシュ    | ネオユニヴァース   | ディープブリランテ | ダノンシャンティ   |
| 2016年 | ダノンシャンティ    | ネオユニヴァース                | エイシンフラッシュ    | ヴィクトワールピサ | ゼンノロブロイ     | シンボリクリスエス |

ダービーシリーズ
| 対象年 | 九州ダービー 栄城賞 | 岩手ダービー ダイヤモンドカップ ↓ 東北優駿 （岩手ダービー） | 北海優駿 （ダービー） | 東京ダービー       | 兵庫ダービー       | 東海ダービー       | 高知優駿           | 石川ダービー     |
| ------ | ------------------- | ----------------------------------------------------------- | --------------------- | ------------------ | ------------------ | ------------------ | ------------------ | ---------------- |
| 2017年 | ディープブリランテ  | ネオユニヴァース                                            | エイシンフラッシュ    | ハービンジャー     | ゼンノロブロイ     | ジャングルポケット | ダノンシャンティ   | スピルバーグ     |
| 2018年 | ディープブリランテ  | コパノリッキー                                              | イスラボニータ        | ハービンジャー     | エイシンフラッシュ | サトノアラジン     | エスポワールシチー | スピルバーグ     |
| 2019年 | ディープブリランテ  | コパノリッキー                                              | イスラボニータ        | ブラックタイド     | リアルスティール   | サトノアラジン     | エスポワールシチー | スピルバーグ     |
| 2020年 | アジアエクスプレス  | コパノリッキー                                              | イスラボニータ        | ニューイヤーズデイ | リアルスティール   | ホッコータルマエ   | エスポワールシチー | ロジャーバローズ |
| 2021年 | アジアエクスプレス  | コパノリッキー                                              | ルヴァンスレーヴ      | ニューイヤーズデイ | リアルスティール   | ホッコータルマエ   | エスポワールシチー | ロジャーバローズ |
| 2022年 | スワーヴリチャード  | コパノリッキー                                              | ルヴァンスレーヴ      | クリソベリル       | リアルスティール   | ホッコータルマエ   | ダノンキングリー   | ジャスタウェイ   |
| 2023年 | スワーヴリチャード  | グレーターロンドン                                          | ルヴァンスレーヴ      | クリソベリル       | リアルスティール   | ホッコータルマエ   | ダノンキングリー   | サリオス         |